# Tim Tramnitz
Tim Tramnitz (Hamburg, 2004. november 16.–) német autóversenyző, 2023 októberétől a Red Bull Junior Team tagja. 2024-ben a FIA Formula–3 bajnokságban versenyez.

## Pályafutása

### Gokart
Karrierjét 7 évesen kezdte meg gokartozással. A 2013-as regionális szlalom gokart-bajnokság megnyerése volt az első komolyabb sikere versenyzői pályafutása során. 2017-ben az ADAC gokart-akadémia-bajnokság első helyezettje lett az OK Junior kategóriában.

### Formula–4
2019-ben tesztelt egy Formula–4-es autót és a következő idényben csatlakozott az ADAC Formula–4-bajnokság mezőnyéhez az US Racing csapatával. Az összes versenyen célba ért, továbbá hat alkalommal is felállhatott a dobogóra. A szezont egy győzelemmel zárta a Motorsport Arena Oschersleben versenypályán. Összesen 226 pontot gyűjtött össze, ami a negyedik pozíció megszerzéséhez volt elég. Decemberben részt vett az Olasz Formula–4-bajnokság szezonzáró versenyhétvégéjén, ahol sikeresen pontot szerzett. 2021-ben a német és az olasz bajnokságban is versenyzett. Mindkét bajnokságban a második helyezést szerezte meg.

### Formula–3
2022-től a Formula Regionális Európa-bajnokságot erősítette a Trident alakulatával. Tizenötödik lett az év végén, legjobb eredménye a Hungaroringen elért negyedik helyezése volt. 2023-at a Formula Regionális Közel-Kelet-bajnokságban kezdte meg a R-ace GP csapatával, ahol két versenyhétvégén vett részt. Az Euroformula Open-bajnokság szezonnyitó futamain is részt vett a CryptoTower Racing Team színeiben, ahol az összes versenyen dobogóra állhatott. A 2023-as Formula Regionális Európa-bajnokságon a R-ace GP csapatával versenyzett, a szezon végén a harmadik helyen végzett.

### Formula–E
2023-ban lehetőséget kapott az ABT Cupra csapata által, hogy részt vehessen a Németországban megrendezett újonc teszten.

## Eredményei

### Karrier összefoglaló
| Év      | Bajnokság                                | Csapat                   | Versenyek   | Győzelmek   | Pole        | Leggyorsabb körök | Dobogók     | Pont        | Helyezés    |
| ------- | ---------------------------------------- | ------------------------ | ----------- | ----------- | ----------- | ----------------- | ----------- | ----------- | ----------- |
| 2020    | ADAC Formula–4-bajnokság                 | US Racing                | 21          | 1           | 0           | 0                 | 6           | 226         | 4.          |
| 2020    | Olasz Formula–4-bajnokság                | US Racing                | 2           | 0           | 0           | 0                 | 0           | 4           | 24.         |
| 2021    | ADAC Formula–4-bajnokság                 | US Racing                | 18          | 5           | 5           | 2                 | 9           | 269         | 2.          |
| 2021    | Olasz Formula–4-bajnokság                | US Racing                | 15          | 4           | 2           | 2                 | 9           | 232         | 2.          |
| 2022    | Formula Regionális Európa-bajnokság      | Trident                  | 20          | 0           | 0           | 0                 | 0           | 34          | 15.         |
| 2022-23 | Formula–E                                | ABT CUPRA Formula E Team | Tesztpilóta | Tesztpilóta | Tesztpilóta | Tesztpilóta       | Tesztpilóta | Tesztpilóta | Tesztpilóta |
| 2023    | Formula Regionális Közel-Kelet-bajnokság | R-ace GP                 | 6           | 0           | 0           | 0                 | 0           | 14          | 20.         |
| 2023    | Formula Regionális Európa-bajnokság      | R-ace GP                 | 20          | 3           | 4           | 1                 | 10          | 239         | 3.          |
| 2023    | Euroformula Open-bajnokság               | CryptoTower Racing Team  | 3           | 0           | 0           | 2                 | 3           | 55          | 12.         |
| 2023-24 | Formula–E                                | ABT CUPRA Formula E Team | Tesztpilóta | Tesztpilóta | Tesztpilóta | Tesztpilóta       | Tesztpilóta | Tesztpilóta | Tesztpilóta |
| 2024    | Formula–3                                | MP Motorsport            | 20          | 1           | 0           | 0                 | 4           | 81          | 9.          |
| 2025    | Formula–3                                | MP Motorsport            | 10          | 1           | 0           | 0                 | 3           | 93          | 3.*         |

* A szezon jelenleg is zajlik.

### Teljes olasz Formula–4-bajnokság eredménysorozata
(Táblázat értelmezése)

(Félkövér: pole-pozícióból indult; dőlt: leggyorsabb kört futott) 

| Év   | Csapat    | 1       | 2       | 3       | 4      | 5      | 6      | 7       | 8     | 9     | 10    | 11    | 12    | 13      | 14      | 15      | 16      | 17      | 18      | 19       | 20      | 21      | Helyezés | Pont |
| ---- | --------- | ------- | ------- | ------- | ------ | ------ | ------ | ------- | ----- | ----- | ----- | ----- | ----- | ------- | ------- | ------- | ------- | ------- | ------- | -------- | ------- | ------- | -------- | ---- |
| 2020 | US Racing | MIS 1   | MIS 2   | MIS 3   | IMO1 1 | IMO1 2 | IMO1 3 | RBR 1   | RBR 2 | RBR 3 | MUG 1 | MUG 2 | MUG 3 | MNZ 1   | MNZ 2   | MNZ 3   | IMO1 1  | IMO1 2  | IMO1 3  | VLL 1 12 | VLL 2 T | VLL 3 8 | 24.      | 4    |
| 2021 | US Racing | LEC 1 2 | LEC 2 1 | LEC 3 1 | MIS 1  | MIS 2  | MIS 3  | VLL 1 3 | VLL 2 | VLL 3 | IMO 1 | IMO 2 | IMO 3 | RBR 1 2 | RBR 2 1 | RBR 3 1 | MUG 1 7 | MUG 2 5 | MUG 3 9 | MNZ 1 4  | MNZ 2 6 | MNZ 3 5 | 2.       | 232  |

### Teljes ADAC Formula–4-bajnokság eredménysorozata
(Táblázat értelmezése)

(Félkövér: pole-pozícióból indult; dőlt: leggyorsabb kört futott) 

| Év   | Csapat    | 1        | 2        | 3           | 4        | 5        | 6        | 7        | 8        | 9        | 10       | 11       | 12       | 13       | 14       | 15       | 16         | 17      | 18       | 19      | 20      | 21      | Helyezés | Pont |
| ---- | --------- | -------- | -------- | ----------- | -------- | -------- | -------- | -------- | -------- | -------- | -------- | -------- | -------- | -------- | -------- | -------- | ---------- | ------- | -------- | ------- | ------- | ------- | -------- | ---- |
| 2020 | US Racing | LAU1 1 5 | LAU1 2 3 | LAU1 3 5    | NÜR1 1 7 | NÜR1 2 5 | NÜR1 3 6 | HOC 1 6  | HOC 2    | HOC 3 7  | NÜR2 1 4 | NÜR2 2 5 | NÜR2 3 2 | RBR 1 5  | RBR 2 11 | RBR 3 5  | LAU2 1 (9) | LAU2 2  | LAU2 3 2 | OSC 1 5 | OSC 2 8 | OSC 3 1 | 4.       | 226  |
| 2021 | US Racing | RBR 1 4  | RBR 2    | RBR 3 (15†) | ZAN 1 3  | ZAN 2 6  | ZAN 3    | HOC1 1 4 | HOC1 2 1 | HOC1 3 4 | SAC 1    | SAC 2 1  | SAC 3 4  | HOC2 1 2 | HOC2 2 1 | HOC2 3 5 | NÜR 1      | NÜR 2 4 | NÜR 3 11 |         |         |         | 2.       | 269  |

### Teljes Formula Regionális Közel-Kelet-bajnokság eredménylistája
(Táblázat értelmezése)

(Félkövér: pole-pozícióból indult; dőlt: leggyorsabb kört futott) 

| Év   | Csapat   | 1      | 2      | 3      | 4      | 5      | 6      | 7      | 8      | 9      | 10       | 11       | 12       | 13       | 14       | 15       | Helyezés | Pont |
| ---- | -------- | ------ | ------ | ------ | ------ | ------ | ------ | ------ | ------ | ------ | -------- | -------- | -------- | -------- | -------- | -------- | -------- | ---- |
| 2023 | R-ace GP | DUB1 1 | DUB1 2 | DUB1 3 | KUW1 1 | KUW1 2 | KUW1 3 | KUW2 1 | KUW2 2 | KUW2 3 | DUB2 1 7 | DUB2 2 7 | DUB2 3 9 | ABU 1 21 | ABU 2 24 | ABU 3 Ki | 20.      | 14   |

### Teljes Formula Regionális Európa-bajnokság eredménylistája
(Táblázat értelmezése)

(Félkövér: pole-pozícióból indult; dőlt: leggyorsabb kört futott) 

| Év   | Csapat   | 1        | 2        | 3       | 4       | 5        | 6        | 7        | 8        | 9        | 10       | 11       | 12      | 13      | 14       | 15        | 16      | 17       | 18       | 19       | 20       | Helyezés | Pont |
| ---- | -------- | -------- | -------- | ------- | ------- | -------- | -------- | -------- | -------- | -------- | -------- | -------- | ------- | ------- | -------- | --------- | ------- | -------- | -------- | -------- | -------- | -------- | ---- |
| 2022 | Trident  | MNZ 1 11 | MNZ 2 12 | IMO 1 9 | IMO 2 7 | MCO 1 16 | MCO 2 Ki | LEC 1 10 | LEC 2 10 | ZAN 1 Ki | ZAN 2 Ki | HUN 1 Ki | HUN 2 4 | SPA 1 8 | SPA 2 7  | RBR 1 33† | RBR 2 9 | CAT 1 22 | CAT 2 13 | MUG 1 11 | MUG 2 14 | 15.      | 34   |
| 2023 | R-ace GP | IMO 1 6  | IMO 2 Ki | CAT 1   | CAT 2 1 | HUN 1 8  | HUN 2 16 | SPA 1 2  | SPA 2    | MUG 1 3  | MUG 2 7  | LEC 1 4  | LEC 2 3 | RBR 1 3 | RBR 2 12 | MNZ 1 Ki  | MNZ 2 3 | ZAN 1 6  | ZAN 2 4  | HOC 1    | HOC 2    | 3.       | 239  |

### Teljes Euroformula Open-bajnokság eredménylistája
(Táblázat értelmezése)

(Félkövér: pole-pozícióból indult; dőlt: leggyorsabb kört futott) 

| Év   | Csapat                  | 1       | 2       | 3       | 4     | 5     | 6     | 7     | 8     | 9     | 10    | 11    | 12    | 13    | 14    | 15    | 16    | 17    | 18    | 19    | 20    | 21    | Helyezés | Pont |
| ---- | ----------------------- | ------- | ------- | ------- | ----- | ----- | ----- | ----- | ----- | ----- | ----- | ----- | ----- | ----- | ----- | ----- | ----- | ----- | ----- | ----- | ----- | ----- | -------- | ---- |
| 2023 | CryptoTower Racing Team | EST 1 2 | EST 2 3 | EST 3 2 | SPA 1 | SPA 2 | SPA 3 | HUN 1 | HUN 2 | HUN 3 | LEC 1 | LEC 2 | LEC 3 | RBR 1 | RBR 2 | RBR 3 | MNZ 1 | MNZ 2 | MNZ 3 | CAT 1 | CAT 2 | CAT 3 | 8.*      | 55*  |